# 30363 Dellasantina
30363 Dellasantina è un asteroide della fascia principale. Scoperto nel 2000, presenta un'orbita caratterizzata da un semiasse maggiore pari a 2,4430889 UA e da un'eccentricità di 0,1567538, inclinata di 3,28961° rispetto all'eclittica.